# Isao Kimura

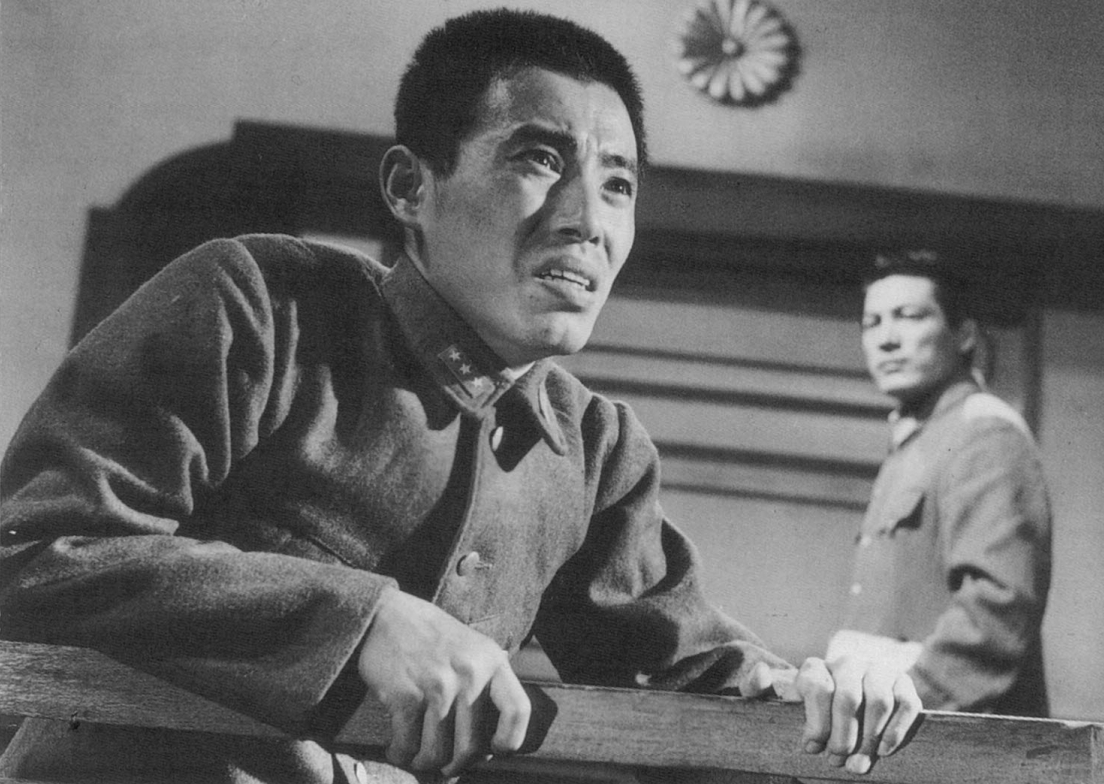
Isao Kimura și Eiji Okada în Shinkû chitai (1952)

Isao Kimura (木村 功 Kimura Isao?, n. 22 iunie 1923, Naka-ku⁠(d), Prefectura Hiroshima, Japonia – d. 4 iulie 1981, Tokyo⁠(d), Tōkyō, Japonia), cunoscut și sub numele de Kō Kimura, a fost un actor japonez care a jucat în mai multe filme regizate de Akira Kurosawa. A fost unul din actorii proeminenți ai cinematografiei japoneze după cel de-al Doilea Război Mondial.

## Biografie
Isao Kimura s-a născut pe 22 iunie 1923 în cartierul Senda al orașului Hiroshima (acum parte a districtului Naka). După absolvirea liceului s-a mutat în 1941 la Tokyo, unde a intrat la Facultatea de Arte a Academiei Bunka Gakuin. În timpul studenției a jucat în teatrul studențesc și a debutat în cinematografie în filmul Hawai Mare oki kaisen (1942) al lui Kajiro Yamamoto.
În 1944 a fost încorporat în Marina Japoneză. Un an mai târziu a fost demobilizat și s-a întors la Hiroshima. În bombardamentul atomic asupra orașului Hiroshima din 6 august 1945 toată familia sa a murit. În 1946 s-a mutat din nou la Tokyo. La 1 aprilie 1948 s-a căsătorit cu Kozue, fiica romancierului japonez Kanji Kunieda.
În 1949 a jucat în filmul Stray Dog, regizat de Akira Kurosawa, în rolul criminalului Yusa. Ulterior a apărut în mai multe filme ale acestui regizor: Ikiru (1952), Cei șapte samurai (1954), Tengoku to Jigoku (1963). Cel mai cunoscut rol al său în film a fost rolul samuraiului Katsushirō Okamoto din Cei șapte samurai (1954). În calitate de tânăr ucenic al lui Kambei, Katsushirō a dovedit un amestec de inocență, agilitate și aer aristocratic. Kimura avea vârsta de 30 de ani la începerea filmărilor, dar părea mai tânăr. Asistentul lui Kurosawa, Hiromichi Horikawa, l-a distribuit în anul următor într-un rol important în filmul Asunaro monogatari (1955), al cărui scenariu fusese scris chiar de renumitul cineast. Kimura a jucat în anii 1950 în câteva comedii regizate de Kon Ichigawa și în mai multe filme regizate de Mikio Naruse, dar compania Toho nu a știut să capitalizeze talentul acestui actor de teatru și l-a distribuit în filme mediocre. Astfel, Kimura nu a reușit să devină un actor celebru de film precum au făcut-o alți actori de teatru ca Tatsuya Nakadai și Tsutomu Yamazaki. Pe lângă rolul său din Cei șapte samurai, a devenit cunoscut publicului american și în rolul detectivului Kogorō Akechi din filmul Kurotokage („Șopârla neagră”, 1968) al lui Kinji Fukasaku. În anii 1970 a apărut în celebra serie de filme Kozure Ōkami, iar cariera sa de actor de film s-a încheiat în 1978. În cursul carierei sale (1942-1978), Isao Kimura a apărut în peste 110 de filme.
Kimura a jucat mult timp ca actor de teatru. Din 1950 până în 1968 a fost actor principal la Teatrul Gekitang Seihai (劇団青俳). Începând din 1970 a colaborat și în producțiile televiziunii japoneze. Pe lângă o lungă carieră de actor Isao Kimura a fondat și condus o companie teatrală care în cele din urmă a dat faliment. Actorul a preluat plata datoriei de 70 de milioane de yeni și a reușit să o ramburseze cu puțin timp înainte de moartea sa.
Isao Kimura a murit de cancer esofagian în 4 iulie 1981 la Tokyo, la vârsta de 58 de ani.

## Filmografie parțială
- Hawai Mare oki kaisen (1942) - Kurata
- The Love of the Actress Sumako (1947)
- Stray Dog (1949) - criminalul Yusa
- Angry Street (1950) - Joji
- Elegy (1951)
- Nakinureta ningyô (1951)
- Dokkoi ikiteru (1951)
- Dancing Girl (1951) - Nozu
- Yamabiko gakkô (1952)
- Boryoku (1952)
- Ikiru (1952) - intern
- Shinkû chitai (1952) - Kitani
- Onna hitori daichi o yuku (1953)
- Pu-san (1953)
- Cei șapte samurai (1954) - tânărul samurai Katsushirō Okamoto[4]
- Okuman choja (1954) - Koroku Tate
- Ashizuri misaki (1954)
- Ningen gyorai kaiten (1955)
- Ofukuro (1955)
- Uruwashiki saigetsu (1955)
- Asunaro monogatari (1955) - Kashima
- Kyatsu o nigasuna (1956) - Takeo Fujisaki
- Tengoku wa doko da (1956)
- Boshizô (1956) - Shimizu
- Tronul însângerat (1957) - samurai fantomă[5]
- The Rice People (1957) - Senkichi
- Bibô no miyako (1957)
- Jun'ai monogatari (1957) - medicul de la Spitalul Segawa
- Anzukko (1958) - Ryokichi Urushiyama, soțul
- Kisetsufu no kanatani (1958)
- Summer Clouds (1958) - Okawa
- Kêdamonô no torû michi (1959)
- Onna to kaizoku (1959) - Koshichi
- Hahakogusa (1959) - Yoshihiko Takayama
- Keishichô monogatari: Iryûhin nashi (1959)
- Shiroi gake (1960)
- Yôtô monogatari: hana no Yoshiwara hyakunin-giri (1960)
- Ikinuita jûroku-nen: Saigo no Nippon-hei (1960) - ofițerul Takano
- Kênju yaro ni gôyojin (1961)
- Miyamoto Musashi (1961) - Hon'iden Matahachi
- Machi (1961) - redactorul ziarului
- Hachi-nin me no teki (1961) - Kutsuda
- Knightly Advice (1962)
- Nippon no obaachan (1962) - Taguchi
- Gan no tera (1962) - Atsumichi Uda
- Watakushi-tachi no kekkon (1962)
- Miyamoto Musashi: Showdown at Hannyazaka Heights (1962) - Hon'iden Matahachi
- Seki no yatappe (1963)
- High and Low (1963) - ofițerul de poliție Arai
- Bushido, Samurai Saga (1963) - Hirotaro Iguchi
- Miyamoto Musashi: Nitôryû kaigen (1963) - Hon'iden Matahachi
- Miyamoto Musashi: The Duel at Ichijoji (1964) - Hon'iden Matahachi
- Assassination (1964) - Tadasaburô Sasaki
- Ware hitotsubu no mugi naredo (1964)
- Yoru no henrin (1964) - Saitô
- Bakumatsu zankoku monogatari (1964)
- Miyamoto Musashi: Ganryû-jima no kettô (1965) - Hon'iden Matahachi
- Akutô (1965) - Shioya Hangan
- Tange Sazen: Hien iaigiri (1966) - Yagyu Genzaburo
- Aogeba tôtoshi (1966)
- The Affair (1967) - Mitsuhuru
- Tabiji (1967) - Eikichi
- Flame and Women (1967) - Shingo, Ibuki
- Black Lizard (1968) - ofițerul de poliție Kogoro Akechi
- Affair In The Snow (1968) - Kazuo Imai
- Snow Country (1969) - Shimamura
- Secret Information (1969) - Goro Izawa
- Sakariba nagashi uta: Shinjuku no onna (1970) - Funaki
- Tenkan no abarembo (1970) - Hanpeita Takechi
- Tenkan no abarembo (1970) - Hanpeita Takechi
- Confessions Among Actresses (1971) - regizorul Nose
- Lone Wolf and Cub: White Heaven in Hell (1974) - Tsuchigumo Hyoei
- Pastoral: To Die in the Country (1974) - criticul de film
- Nagisa no shiroi ie (1978) - Toshihiko Kurahashi